# قانون تسويق الأدوية الموصوفة طبيا
قانون تسويق الأدوية الموصوفة طبيًا (PDMA) لعام 1987 (القانون العام 100-293، المجلد 102 من مجموعة تشريعات الكونغرس الأمريكي 95) هو أحد قوانين الحكومة الفيدرالية للولايات المتحدة. ويوفر هذا القانون ضمانات قانونية تنظم توزيع الأدوية الموصوفة طبيًا للتأكد من توفير الدواء الآمن والفعال. وقد تمت صياغة هذا القانون لمكافحة بيع الدواء المزيف والمغشوش وذي العلامة التجارية المزيفة والأقل فعالية والمنتهي الصلاحية. وتم تمريره كنوع من أنواع الاستجابة لتطور سوق جملة غير قانوني (والمعروف باسم "السوق السوداء") للأدوية الموصوفة طبيًا.
وقد خضع قانون تسويق الأدوية الموصوفة طبيًا للتعديل في تعديلات الأدوية الموصوفة طبيًا لعام 1992 (القانون العام 102-353، المجلد 106 من مجموعة تشريعات الكونغرس الأمريكي 941) في 26 أغسطس لعام 1992.
وقد أصدرت إدارة الغذاء والدواء الأمريكية (FDA) قوانين لتنفيذ قانون تسويق الأدوية الموصوفة طبيًا عام 1990 (قانون اللوائح الفيدرالية رقم 21، الجزء 205) و(قانون اللوائح الفيدرالية رقم 21، الجزء 203) لعام 1999.

## وصلات خارجية
- U.S. Food and Drug Administration's Report to Congress, June 2001
- U.S. Food and Drug Administration's Report to Congress, June 2001 (PDF)
- PDMA article
- FDA page on PDMA law, regulations and guidance
- California Department of Health Services Website, Food and Drug Branch page (State agency provides background on federal PDMA)

‌